# Rosa kokanica
Rosa kokanica är en rosväxtart som först beskrevs av Eduard August von Regel, och fick sitt nu gällande namn av Eduard August von Regel och Sergei Vasilievich Juzepczuk. Rosa kokanica ingår i släktet rosor, och familjen rosväxter. Inga underarter finns listade i Catalogue of Life.